# Kutulmisz
Kutulmisz albo Kutlumysz, Kutlumusz, Kutlumisz (ur. ?, zm. 1064) – wódz z rodu Seldżukidów.
Był synem Arslana Isra'ila. Rywalizował z Togryl Begiem, współdziałając z innym wodzem, Ibrahimem Inalem. W latach 1048 oraz 1054 wspólnie poprowadzili oni wyprawy do Armenii. Walczył w Iraku z popierającym Fatymidów dawnym dowódcą gwardii Bujidów, Arslanem al-Basasirim, który 9 stycznia 1057 roku rozbił jego armię w rejonie Sindżaru, ok. 40 km od Mosulu. Kutulmisz uciekł wówczas do Dżibalu. Przy podziale seldżuckich zdobyczy przypadły mu Gorgan i Ghumes. Pod koniec panowania Togryl Bega wycofał się wraz z niektórymi Turkmenami w góry na południe od Morza Kaspijskiego. Po przejęciu władzy przez Alp Arslana otwarcie zbuntował się przeciwko niemu, odwołując się do starej tureckiej zasady, zgodnie z którą rządzić  powinien najstarszy przedstawiciel rodu. Udało mu się zdobyć wielu stronników wśród wolnych Turkmenów i zamknąć w Reju wezyra Kondoriego, jednak opierająca się głównie na niewolnych gholamach armia Alp Arslana pod koniec 1063 pokonała go. Uciekł wtedy w góry i niedługo potem zginął w wyniku upadku z konia. Czterej synowie Kutulmisza uciekli do Anatolii, gdzie jeden z nich, Sulajman, dał początek własnej dynastii.